# Proludius
Proludius là một chi bọ cánh cứng trong họ 
Elateridae.
Chi này được miêu tả khoa học năm 1971 bởi Lane.

## Các loài
Các loài trong chi này gồm:
- Proludius iaculus (LeConte, 1853)
- Proludius iaculus (LeConte, 1853)